# Vujićići
Vujićići är en ort i Bosnien och Hercegovina.   Den ligger i distriktet Brčko, i den nordöstra delen av landet, 110 km norr om huvudstaden Sarajevo. Vujićići ligger 185 meter över havet och antalet invånare är 284.
Terrängen runt Vujićići är platt åt nordost, men åt sydväst är den kuperad. Runt Vujićići är det ganska tätbefolkat, med 93 invånare per kvadratkilometer.. Närmaste större samhälle är Brčko, 15,3 km nordost om Vujićići. 
Omgivningarna runt Vujićići är en mosaik av jordbruksmark och naturlig växtlighet.